# Eucurtiopsis avis
Eucurtiopsis avis är en skalbaggsart som beskrevs av Alexey K. Tishechkin och Michael S. Caterino 2007. Eucurtiopsis avis ingår i släktet Eucurtiopsis och familjen stumpbaggar. Inga underarter finns listade i Catalogue of Life.